# Manolo Jiménez
Manolo Jiménez (Arahal, 26 de Janeiro de 1964)  é um ex-futebolista treinador de futebol espanhol. Atualmente, treina o Cerro Porteño, do Paraguai.

## Carreira
Manolo fez parte do elenco da Seleção Espanhola de Futebol da Copa do Mundo de 1990. Ele fez duas presenças.

### Treinador
Começou como treinador de futebol no Sevilla B e depois assumiu o time principal após à saída de Juande Ramos para o Tottenham, da Inglaterra. por onde ficou até 2010. sendo que neste ano, assumiu o comando do AEK da Grécia. e em 2012, assumiu o comando do Zaragoza. e ficou até 2013.

### AEK Atenas
Em sua segunda passagem pelo clube, surpreende a Superliga Grega, e leva a equipe a conquista da temporada 2017-2018.

## Títulos
Sevilla B
- Terceira Divisão Espanhola: 2006–07

AEK
- Superliga Grega: 2017–18
- Copa da Grécia: 2010–11